# Quintal da Globo
Quintal da Globo foi um programa de rádio que vai ao ar aos domingos apresentado por Marcus Aurélio pela Rádio Globo, até 2012. Teve seu início em 8 de outubro de 2002, inicialmente era apresentado pela Rádio Globo Rio, todos os dias, e que depois foi apresentado por Marcos diretamente da Rádio Globo São Paulo. O programa, apresentado em rede nacional, dava espaço aos ouvintes para opinar sobre o assunto do dia. Era apresentado das 20h às 23h e ocasionalmente, em época de férias e quando não tem jornadas esportivas, das 19h às 23h.
Teve fim em 2012, e em seguida, o apresentador foi demitido, devido às reformulações e novos programas no horário.

## Quadros
- Rádio e Gente: Marcus Aurélio responde perguntas sobre a história do rádio;
- Viva o Rádio: áudios de programas antigos de diversas rádios além da Globo, Rádio Nacional de SP, etc.;
- Gols da rodada;
- Gambiarra: quadro antigo, não mais apresentado;
- Destaques Superpoderosos: notícias curiosas;
- Cuidando de Você: dicas de saúde.